# يانغ زياوتيان
يانغ زياوتيان (بالصينية: Yang Xiaotian) (26 مارس 1990 بشيان في الصين - ) هو لاعب كرة قدم صيني في مركز الدفاع. لعب مع جيانغسو سونينغ.

## روابط خارجية
- يانغ زياوتيان على موقع قاعدة بيانات كرة القدم.إي يو (الإنجليزية)
- يانغ زياوتيان على موقع Soccerway.com (الإنجليزية)